# Microdon piperi
Microdon piperi is een vliegensoort uit de familie van de zweefvliegen (Syrphidae). De wetenschappelijke naam van de soort werd voor het eerst geldig gepubliceerd in 1917 door Frederick Knab.